# Espectroscopia de fotoluminescência
A espectroscopia de fotoluminescência é baseada no fenômeno da fotoluminescência, que é a emissão espontânea de luz de um material sob excitação óptica. A caracterização por fotoluminescência permite investigações que podem fornecer informações seletivas e sensíveis sobre o estado eletrônico discreto. As características do espectro de emissão, podem ser usados para identificar superfície, interface e níveis de impureza e de avaliar desordem da liga e da interface de rugosidade.